# Савјет министара Руске Империје
Савјет министара Руске Империје (рус. Совет министров Российской Империи) био је највиши управни орган Руске Империје. Постојао је од 1905. до 1917. године. На челу Савјета министара се налазио предсједник Савјета министара.

## Историјат
Орган под називом „Савјет министара” основан је још 1861. године, али као факултативни и савјетодавни орган. Задатак му је био да претреса све акте који су захтијевали не само потврду императора већ и његово присуство при усвајању. Савјетом министара је предсједавао лично император, а чланови су били сви министри и главни управници ресора са правима министара. Дневни ред Савјета министара утврђивао се одлуком императора. На свакој сједници Савјета министара присуствовао је и државни секретар из Државног савјета. Секретарске послове за Савјет министара је вршио секретар Комитета министара. Међутим, упркос формирању Савјета његови министри су и даље били независни један од другог без колективне одговорности. Овакав Савјет министара је постојао упоредо са Комитетом министара.
Савјет министара као државни орган са колективном одговорношћу (влада) установљен је указом од 19. октобра 1905. године (по старом календару). Претходно је формирана Државна дума Руске Империје, а дотадашњи Државни савјет Руске Империје је реорганизован у горњи дом парламента. Указом о формирању је одређено да Савјет министара састављају министри и главни управници ресора. На његовом челу се налазио предсједник Савјета министара којег је постављао император сверуски по свом избору. Уколико би Савјетом министара предсједавао император тада је предсједник Савјета министара имао права члана. Ниједан подзаконски општи акт из дјелокруга извршне власти није се могао донијети без Савјета министара. Ресори императорског двора, војске, морнарице и спољне политике имали су посебан статус.
Након Фебруарске револуције (1917) Савјет министара је замијењен Привременом владом.

## Састав
На челу Савјета министара се налазио предсједник Савјета министара (рус. председатель Совета министров). Нарочит положај су уживали министар императорског двора, војни министар, поморски министар и министар иностраних послова јер су били подређени императору који је био „државни вожд руске армије и морнарице“ и „врховни руководилац свих спољних односа руске државе са иностраним државама“. Остали министри су били: министар унутрашњих послова, министар финансија, министар правде, министар народне просвјете, министар трговине и индустрије и министар саобраћаја. Чланови Савјета министара су били и државни контролор и обер-прокурор при Светом правитељствујушчем синоду.
Све указе и наредбе императора је премапотписивао предсједник Савјета министара или надлежни министар, а обнародовао их је Правитељствујушчи сенат.